# کوجی ستو
کوجی ستو (انگلیسی: Kōji Seto؛ زادهٔ ۱۸ مهٔ ۱۹۸۸) یک هنرپیشه و بازیگر اهل ژاپن است و عضو گروه معروف ژاپنی d-boys که به دلیل بازی در سریال شاهزاده تنیس در نقش ایجی کیکومارو و بازی در کامن ریدر کیوا در نقش واتارو کورنای شهرت دارد.